# Claude Félix Abel Niépce de Saint-Victor

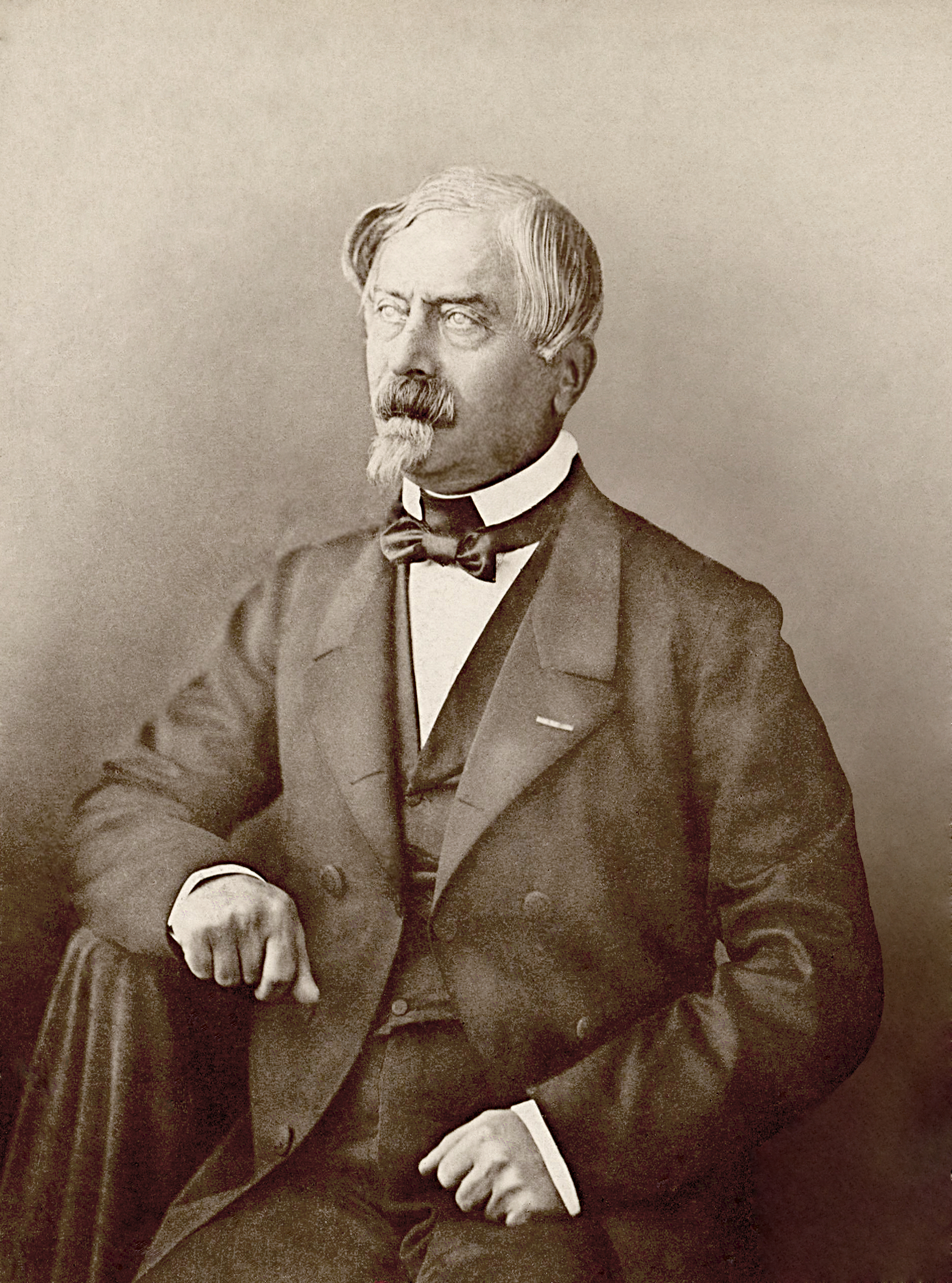
Claude Félix Abel Niépce de Saint-Victor (um 1860)

Claude Félix Abel Niépce de Saint-Victor (* 26. Juli 1805 in Saint-Cyr bei Chalon-sur-Saône; † 7. April 1870 in Paris; Schreibvarianten: Claude Felix Abel Niépce de Saint Victor oder Saint-Victor; Claude Marie Francois Niepce de Saint-Victor) war ein französischer Chemiker, Erfinder und Fotograf. Er ist der Neffe des Fotopioniers Joseph Nicéphore Niépce.

## Leben
Niepce de Saint-Victor besuchte die Militärschule in Saumur, trat als Offizier in ein Dragonerregiment ein, diente von 1845 bis 1848 als Leutnant in der französischen Armee in der Pariser Munizipalgarde und wurde 1854 zweiter Kommandant des Louvre.
In dieser Laufbahn verfolgte er eifrig die Arbeiten seines Onkels, besonders diejenigen, welche sich auf die Heliographie bezogen, und betrieb ein chemisches Labor in Saint Martin, einem Vorort von Paris. Er erfand 1847 ein Verfahren zur Erstellung von Fotografien auf Glas im Albuminverfahren und war damit einer der ersten, welche die Fotografie auf Glas versuchten; er eröffnete dadurch der Fotografie eine neue Ära und bereitete den Weg zur Anwendung des Kollodiums vor (siehe Nasses Kollodiumverfahren).
Niepce de Saint-Victor stellte zusammen mit Alexandre Becquerel eine der ersten Farbfotografien her, die er jedoch noch nicht dauerhaft und zuverlässig fixieren konnte; dies gelang erstmals Gabriel Lippmann im Jahr 1891.
1857–1861 entdeckte Niépce de Saint-Victor auch, dass Uransalze „eine unsichtbare Strahlung“ emittieren.

## Schriften
- Recherches photographiques. Paris 1855
- Traité pratique de gravure héliographique sur acier et sur verre. Paris 1858